# كاغوشيما (محافظة)
محافظة كاغوشيما (باليابانية:  鹿児島県، كاغوشيما-كين) هي إحدى محافظات اليابان تقع في جزيرة كيوشو، عاصمتها مدينة كاغوشيما.

## جغرافيا
تقع محافظة كاغوشيما في جنوب غرب جزيرة كيوشو وتتضمن بعض من الجزر الممتدة على طول مئات الكيلومترات. أشهر مجموعات الجزر تلك هي جزر أمامي. يحيط بالمحافظة البحر الأصفر من الغرب، محافظة أوكيناوا من الجنوب، محافظة كوماموتو من الشمال، ومحافظة ميازاكي من الشرق. للمحافظة خط ساحلي بطول 2632 كم (بما فيها الجزر). كما تشتهر بوجود خليج كاغوشيما الذي له شكل الشطيرة على شكل شبهي جزيرة هما ساتسوما، و أوسومي.
يوجد في المحافظة عدد من البراكين النشطة والتي يعتبر بركان ساكوراجيما أشهرها، الذي يطلق دخانه بشكل شبه يومي من على الضفة المقابلة لمدينة كاغوشيما بالترافق مع الهزات الخفيفة شبه اليومية.

### المدن
| - أيرا - أكونه - أمامي - هيوكي - إيبوسوكي - إيتشيكيكوشيكينو - إيسا - إيزومي - كاغوشيما (العاصمة) - كانويا | - كيريشيما - ماكورازاكي - مينامي-كيوشو - مينامي-ساتسوما - نيشي-نوموته - ساتسوما-سينداي - شيبوشي - سو - تاروميزو |

## مناخ
تتمتع كاجوشيما بمناخ شبه استوائي رطب (تصنيف مناخ كوبا Cfa)، وتمتلك أعلى متوسط درجة حرارة سنوي ودرجة حرارة الشتاء في القارة اليابانية. يتميز بشتاء معتدل وجاف نسبيًا وينابيع مياه دافئة ورطبة وصيف حار وشلالات رطبة ومعتدلة وجافة نسبيًا.

## تاريخ
تاريخيا تشكلت محافظة كاغوشيما من مقاطعتي أوسومي وساتسوما، والتي تضمنت في السابق الجزء الشمالي من جزر ريوكيو. لعبت المنطقة دورا هاما في استعراش ميجي على يد سايغو تاكاموري. كما أن مدينة كاغوشيما كانت ميناء بحريا رئيسيا في حروب القرن العشرين والتي اشتهر بها الأدميرال هيهاتشيرو توغو.

## اقتصاد
تشتهر المحافظة بالمنتجات الزراعية وأهمها الشاي الأخضر، البطاطا الحلوة، الفجل وغيرها.
كما أن منظمة بحوث الفضاء اليابانية تمتلك عدة مراكز ضمن المحافظة منها مركز تانيغاشيما الفضائي.

## التعليم
هناك عدد من الجامعات ضمن المحافظة أشهرها جامعة كاغوشيما الوطنية.

## توأمة
لكاغوشيما (محافظة) اتفاقيات توأمة مع كل من:
- جورجيا (28 نوفمبر 1966 - )[4]
- غيفو (27 يوليو 1971 - )[5]

## معرض صور

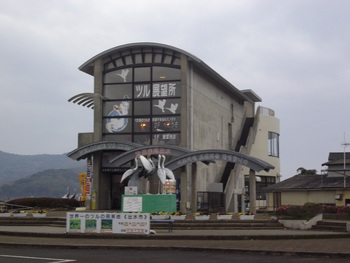
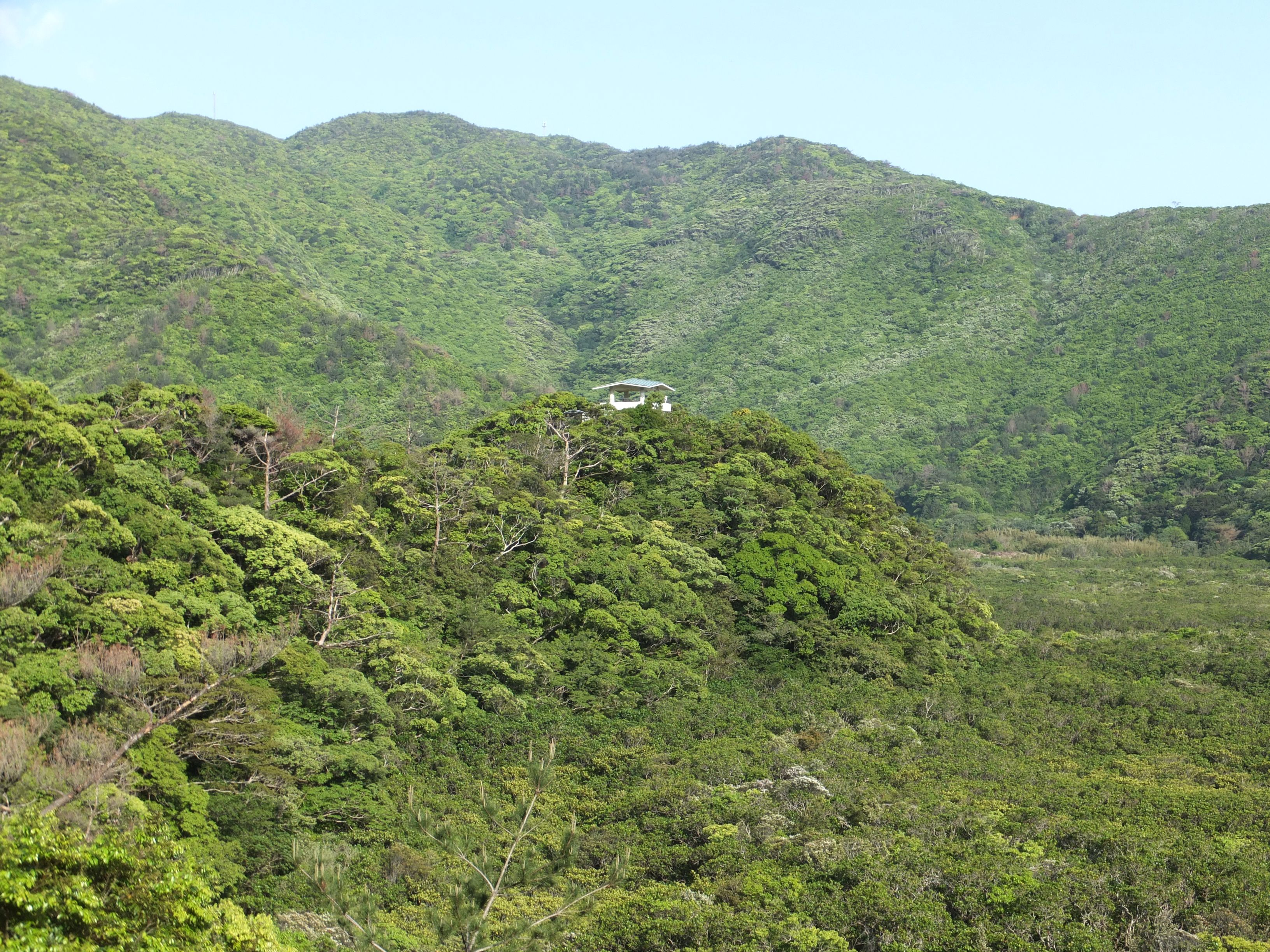
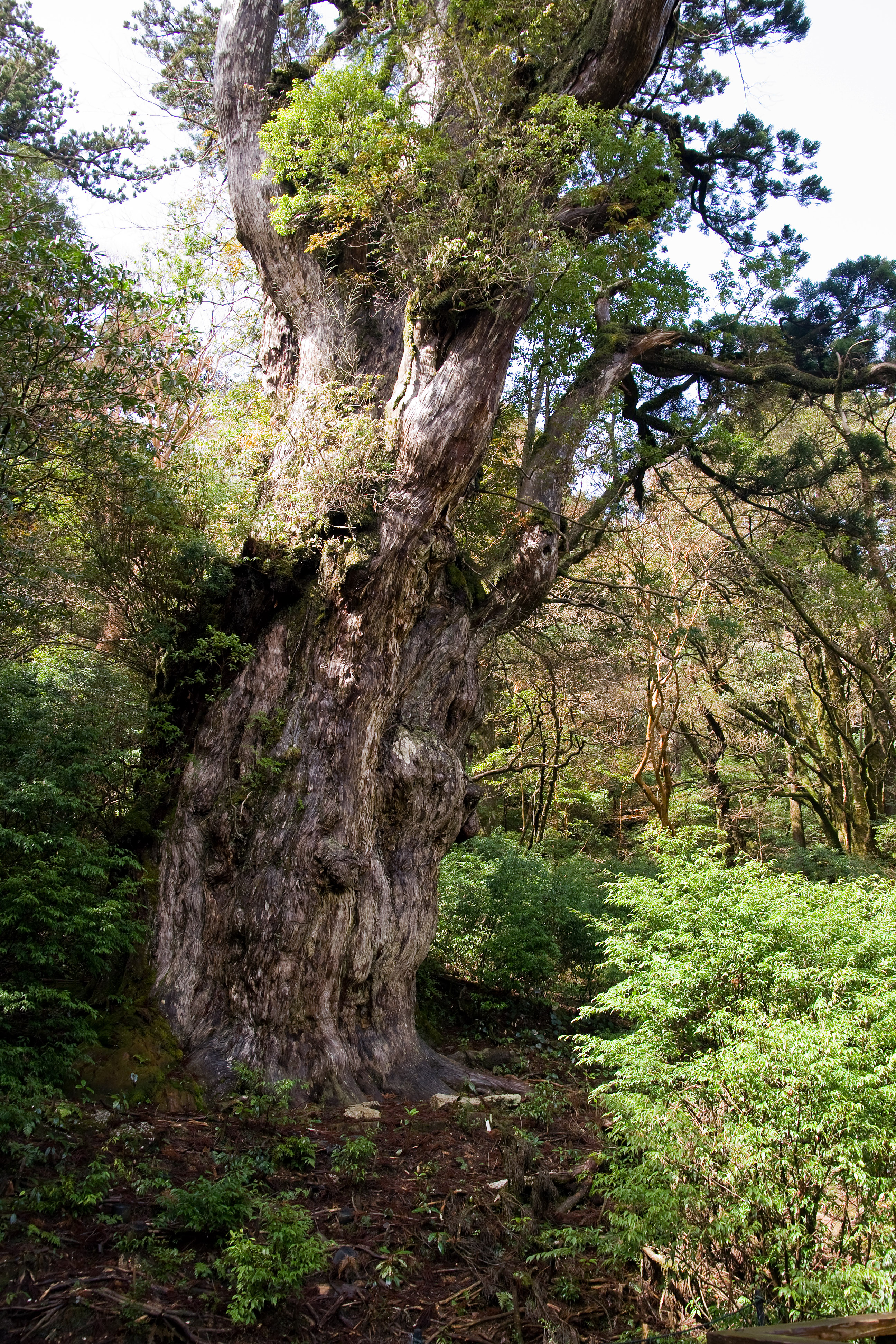
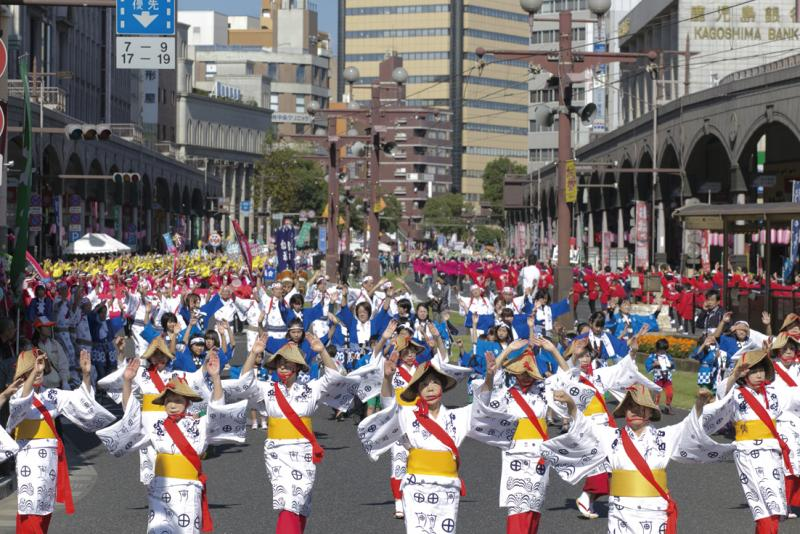
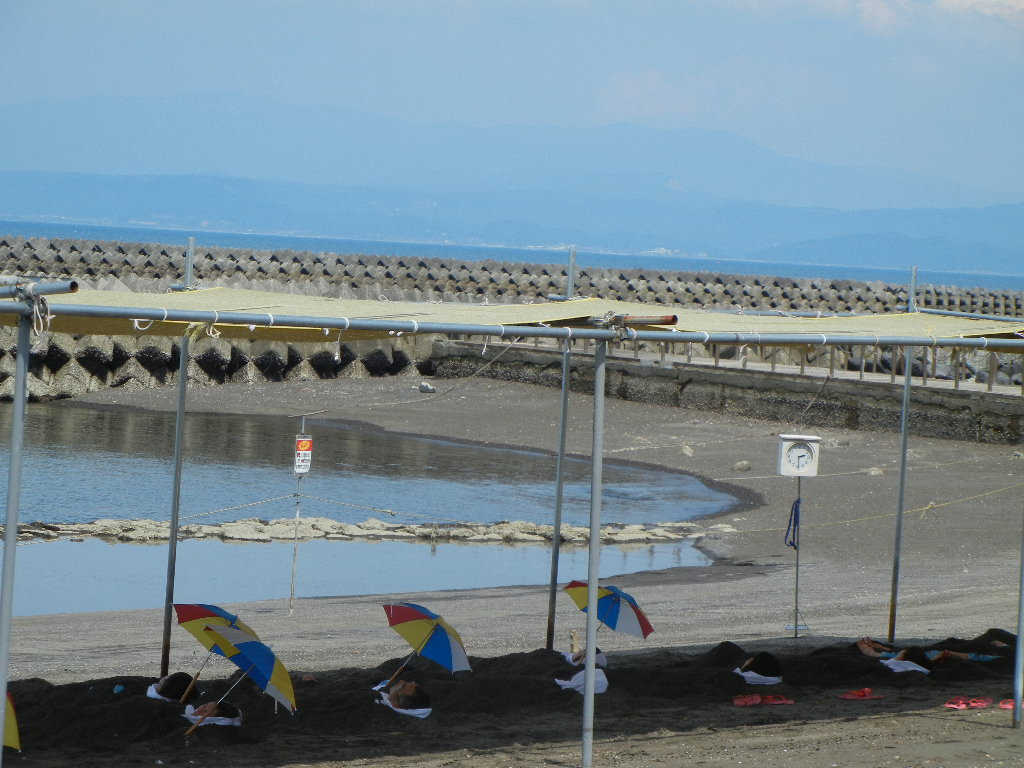

## شخصيات
- جونيتشي إناموتو، لاعب كرة قدم.
- أوياما إيواو،جنرال وقائد عسكري

## وصلات خارجية
- الموقع الرسمي لمحافظة كاغوشيما